# Olmet-et-Villecun
Olmet-et-Villecun (en occitan Alaumet e Vilacun) est une commune française située dans le nord du département de l'Hérault en région Occitanie.
Exposée à un climat méditerranéen, elle est drainée par la Lergue, la Soulondres, l'Aubaygues, le ruisseau du Mas de Mérou et par divers autres petits cours d'eau.
Olmet-et-Villecun est une commune rurale qui compte 166 habitants en 2022, après avoir connu une forte hausse de la population depuis 1968. Elle est dans l'agglomération de Lodève et fait partie de l'aire d'attraction de Lodève. Ses habitants sont appelés les Olmetois-Villecunois ou  Olmetoises-Villecunoises.

## Géographie

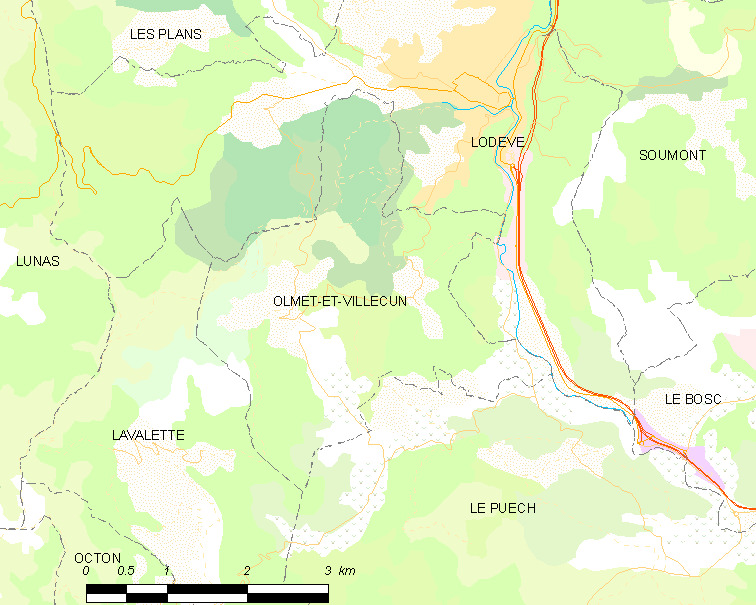
Carte

La commune est dans l'unité urbaine de Lodève.

### Communes limitrophes
| Lodève    | Lodève            |          |
|           | Olmet-et-Villecun | Lodève   |
| Lavalette |                   | Le Puech |

### Climat
Pour des articles plus généraux, voir Climat de l'Occitanie et Climat de l'Hérault.
En 2010, le climat de la commune est de type climat méditerranéen franc, selon une étude s'appuyant sur une série de données couvrant la période 1971-2000. En 2020, Météo-France publie une typologie des climats de la France métropolitaine dans laquelle la commune est exposée à un climat méditerranéen et est dans la région climatique  Provence, Languedoc-Roussillon, caractérisée par une pluviométrie faible en été, un très bon ensoleillement (2 600 h/an), un été chaud (21,5 °C), un air très sec en été, sec en toutes saisons, des vents forts (fréquence de 40 à 50 % de vents > 5 m/s) et peu de brouillards.
Pour la période 1971-2000, la température annuelle moyenne est de 13,9 °C, avec une amplitude thermique annuelle de 16 °C. Le cumul annuel moyen de précipitations est de 1 006 mm, avec 7,9 jours de précipitations en janvier et 2,8 jours en juillet. Pour la période 1991-2020, la température moyenne annuelle observée sur la station météorologique la plus proche, située sur la commune des Plans à 5 km à vol d'oiseau, est de 10,4 °C et le cumul annuel moyen de précipitations est de 1 540,9 mm,. Pour l'avenir, les paramètres climatiques de la commune estimés pour 2050 selon différents scénarios d'émission de gaz à effet de serre sont consultables sur un site dédié publié par Météo-France en novembre 2022.

### Milieux naturels et biodiversité
Aucun espace naturel présentant un intérêt patrimonial n'est recensé sur la commune dans l'inventaire national du patrimoine naturel,,.

## Urbanisme

### Typologie
Au 1er janvier 2024, Olmet-et-Villecun est catégorisée commune rurale à habitat très dispersé, selon la nouvelle grille communale de densité à sept niveaux définie par l'Insee en 2022.
Elle appartient à l'unité urbaine de Lodève, une agglomération intra-départementale regroupant huit  communes, dont elle est une commune de la banlieue,,. Par ailleurs la commune fait partie de l'aire d'attraction de Lodève, dont elle est une commune de la couronne,. Cette aire, qui regroupe 19 communes, est catégorisée dans les aires de moins de 50 000 habitants,.

### Occupation des sols
L'occupation des sols de la commune, telle qu'elle ressort de la base de données européenne d’occupation biophysique des sols Corine Land Cover (CLC), est marquée par l'importance des forêts et milieux semi-naturels (73,6 % en 2018), en diminution par rapport à 1990 (77 %). La répartition détaillée en 2018 est la suivante :
forêts (50,1 %), milieux à végétation arbustive et/ou herbacée (23,4 %), zones agricoles hétérogènes (21,1 %), cultures permanentes (5,2 %), zones industrielles ou commerciales et réseaux de communication (0,1 %). L'évolution de l’occupation des sols de la commune et de ses infrastructures peut être observée sur les différentes représentations cartographiques du territoire : la carte de Cassini (XVIIIe siècle), la carte d'état-major (1820-1866) et les cartes ou photos aériennes de l'IGN pour la période actuelle (1950 à aujourd'hui).

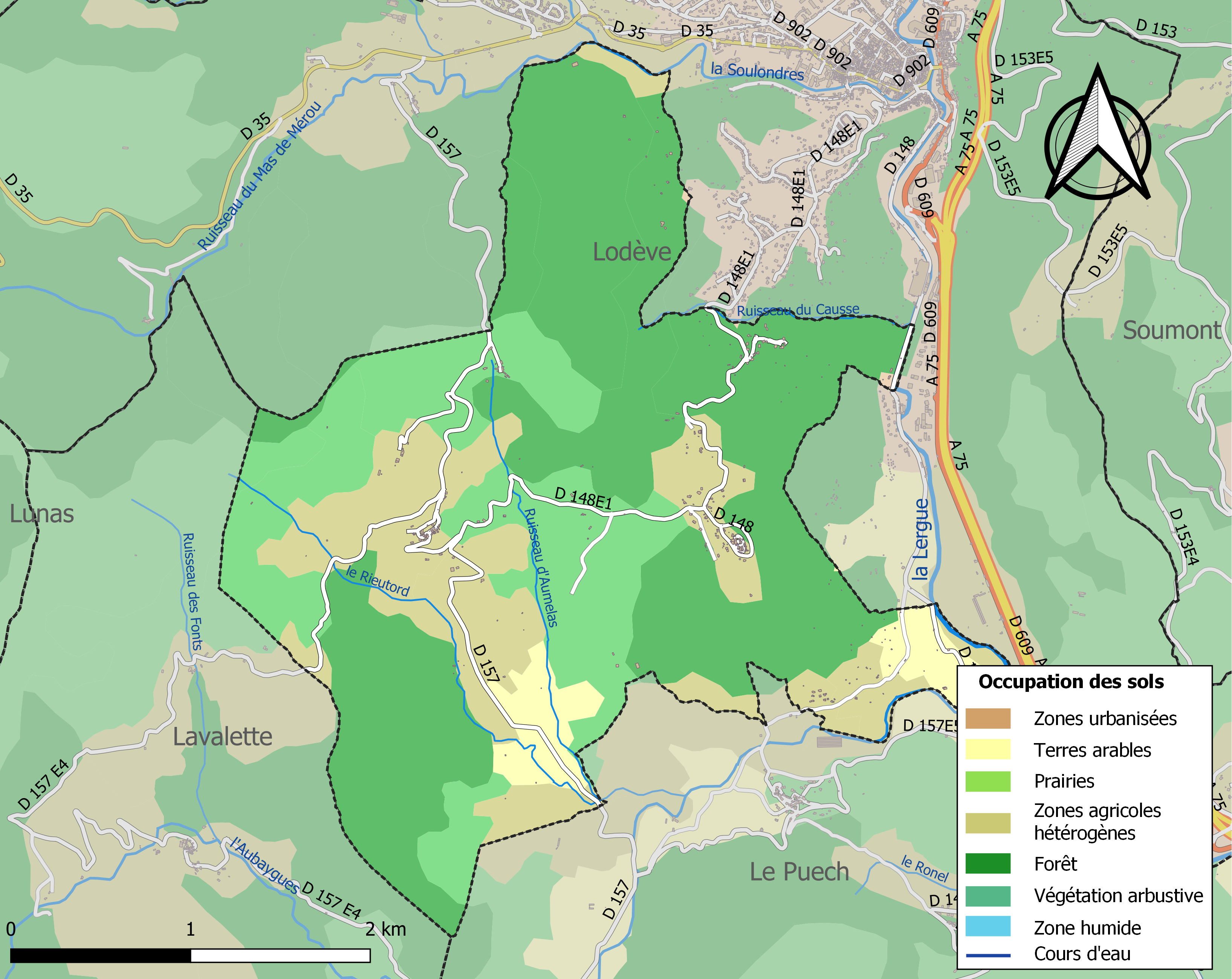
Carte des infrastructures et de l'occupation des sols de la commune en 2018 (CLC).

### Risques majeurs
Le territoire de la commune d'Olmet-et-Villecun est vulnérable à différents aléas naturels : météorologiques (tempête, orage, neige, grand froid, canicule ou sécheresse), inondations, feux de forêts, mouvements de terrains et séisme (sismicité très faible). Il est également exposé à un risque technologique,  le transport de matières dangereuses, et à deux risques particuliers : le risque minier et le risque de radon. Un site publié par le BRGM permet d'évaluer simplement et rapidement les risques d'un bien localisé soit par son adresse soit par le numéro de sa parcelle.

#### Risques naturels
Certaines parties du territoire communal sont susceptibles d’être affectées par le risque d’inondation par débordement de cours d'eau, notamment la Lergue. La commune a été reconnue en état de catastrophe naturelle au titre des dommages causés par les inondations et coulées de boue survenues en 1982, 1996, 1997, 2014 et 2015,.
Olmet-et-Villecun est exposée au risque de feu de forêt. Un plan départemental de protection des forêts contre les incendies (PDPFCI) a été approuvé en juin 2013 et court jusqu'en 2022, où il doit être renouvelé. Les mesures individuelles de prévention contre les incendies sont précisées par deux arrêtés préfectoraux et s’appliquent dans les zones exposées aux incendies de forêt et à moins de 200 mètres de celles-ci. L’arrêté du 25 avril 2002 réglemente l'emploi du feu en interdisant notamment d’apporter du feu, de fumer et de jeter des mégots de cigarette dans les espaces sensibles et sur les voies qui les traversent sous peine de sanctions. L'arrêté du 11 mars 2013 rend le débroussaillement obligatoire, incombant au propriétaire ou ayant droit,.

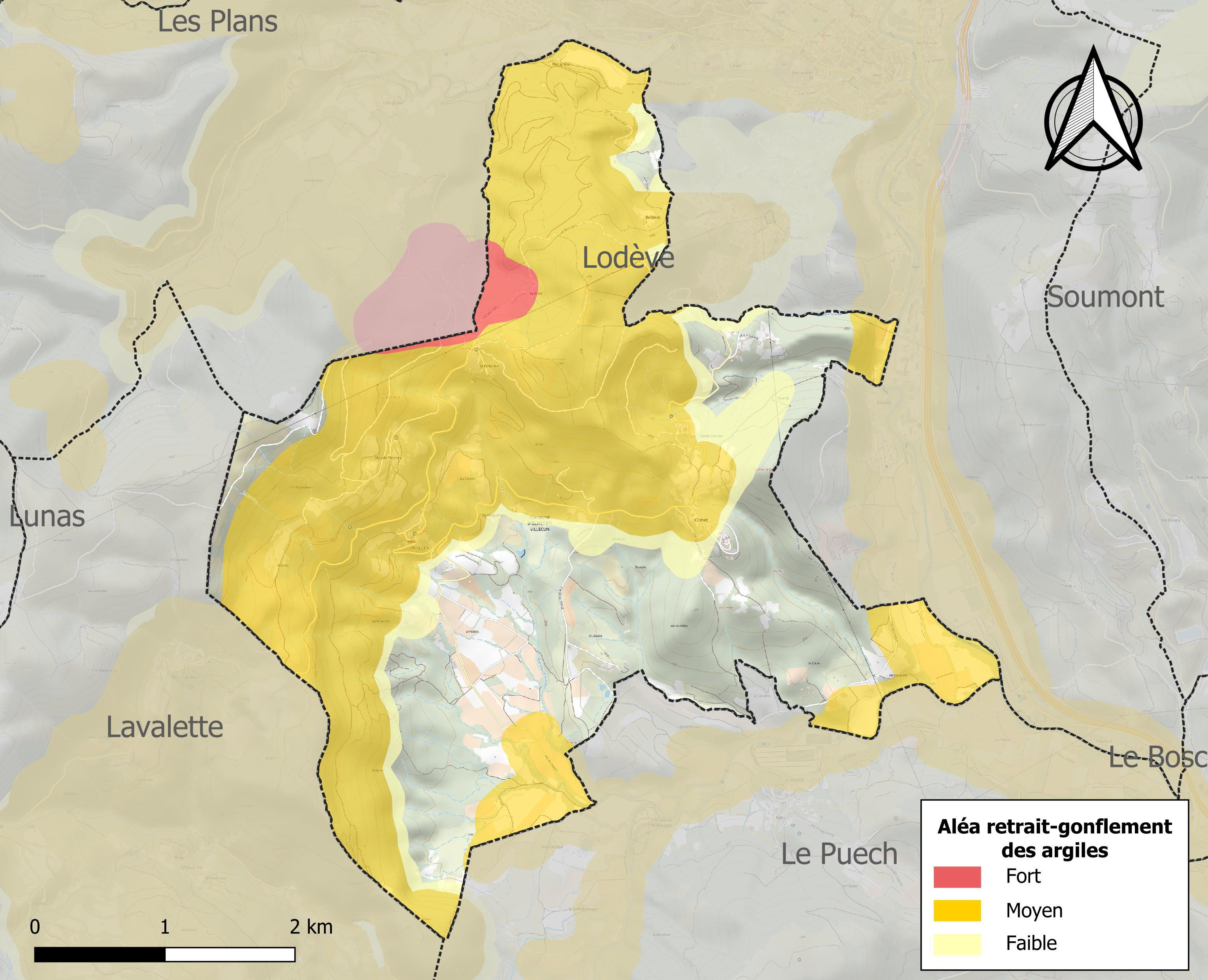
Carte des zones d'aléa retrait-gonflement des sols argileux d'Olmet-et-Villecun.

La commune est vulnérable au risque de mouvements de terrains constitué principalement du retrait-gonflement des sols argileux. Cet aléa est susceptible d'engendrer des dommages importants aux bâtiments en cas d’alternance de périodes de sécheresse et de pluie. 59 % de la superficie communale est en aléa moyen ou fort (59,3 % au niveau départemental et 48,5 % au niveau national). Sur les 117 bâtiments dénombrés sur la commune en 2019, 59 sont en aléa moyen ou fort, soit 50 %, à comparer aux 85 % au niveau départemental et 54 % au niveau national. Une cartographie de l'exposition du territoire national au retrait gonflement des sols argileux est disponible sur le site du BRGM,.
Par ailleurs, afin de mieux appréhender le risque d’affaissement de terrain, l'inventaire national des cavités souterraines permet de localiser celles situées sur la commune.

#### Risques technologiques
Le risque de transport de matières dangereuses sur la commune est lié à sa traversée par des infrastructures routières ou ferroviaires importantes ou la présence d'une canalisation de transport d'hydrocarbures. Un accident se produisant sur de telles infrastructures est susceptible d’avoir des effets graves sur les biens, les personnes ou l'environnement, selon la nature du matériau transporté. Des dispositions d’urbanisme peuvent être préconisées en conséquence.

#### Risques particuliers
L’étude Scanning de Géodéris réalisée en 2008 a établi pour le département de l’Hérault une identification rapide des zones de risques miniers liés à l’instabilité des terrains.  Elle a été complétée en 2015 par une étude approfondie sur les anciennes exploitations minières du bassin houiller de Graissessac et du district polymétallique de Villecelle. La commune est ainsi concernée par le risque minier, principalement lié à l’évolution des cavités souterraines laissées à l’abandon et sans entretien après l’exploitation des mines.
Dans plusieurs parties du territoire national, le radon, accumulé dans certains logements ou autres locaux, peut constituer une source significative d’exposition de la population aux rayonnements ionisants. Certaines communes du département sont concernées par le risque radon à un niveau plus ou moins élevé. Selon la classification de 2018, la commune d'Olmet-et-Villecun est classée en zone 3, à savoir zone à potentiel radon significatif.

## Toponymie
- Le nom Olmet est attesté sous les formes : villam quam vocant Olmeum (975), ad Olmetum (1151), forciam de Ulmeto (1160), ecclesia S. Petri de Ulmeto (1484), Aulmet (1625), Olmet (1740)...

Dérive de  o(l)m avec le suffixe collectif -et = bois d'ormes.
- Le nom Villecun est attesté sous les formes : castum de Villacum (1162), castrum de Villacun (1188), Berengarium Villacunii (1293); Villacun (1740)

Le 2e élément est obscur. Hamlin suggère le cas-régime du nom d'homme germanique Aco (p. 415).

## Histoire
En 1832, la commune de Villecun est rattachée à celle d'Olmet qui prend le nom de Olmet-et-Villecun.

## Politique et administration
| Période   | Période   | Identité         | Étiquette | Qualité                                             |
| --------- | --------- | ---------------- | --------- | --------------------------------------------------- |
| mai 1900  | mai 1953  | Joseph Théron    |           | Exploitant agricole Officier de la Légion d'honneur |
| mai 1953  | 1970      | Maurice Dejarnac |           |                                                     |
| 1970      | mars 2001 | René Guilhou     |           |                                                     |
| mars 2001 | mars 2008 | Robert Peigné    |           |                                                     |
| mars 2008 | mai 2020  | Jean-Noël Malan  | SE        | Agriculteur                                         |
| mai 2020  | En cours  | Christophe Romo  |           |                                                     |

## Démographie
L'évolution du nombre d'habitants est connue à travers les recensements de la population effectués dans la commune depuis 1793. Pour les communes de moins de 10 000 habitants, une enquête de recensement portant sur toute la population est réalisée tous les cinq ans, les populations de référence des années intermédiaires étant quant à elles estimées par interpolation ou extrapolation. Pour la commune, le premier recensement exhaustif entrant dans le cadre du nouveau dispositif a été réalisé en 2007.

En 2022, la commune comptait 166 habitants, en évolution de −3,49 % par rapport à 2016 (Hérault : +7,49 %, France hors Mayotte : +2,11 %).
| 1793 | 1800 | 1806 | 1821 | 1831 | 1836 | 1841 | 1846 | 1851 |
| ---- | ---- | ---- | ---- | ---- | ---- | ---- | ---- | ---- |
| 55   | 56   | 54   | 61   | 64   | 123  | 129  | 142  | 147  |

| 1856 | 1861 | 1866 | 1872 | 1876 | 1881 | 1886 | 1891 | 1896 |
| ---- | ---- | ---- | ---- | ---- | ---- | ---- | ---- | ---- |
| 136  | 127  | 136  | 122  | 125  | 116  | 112  | 117  | 109  |

| 1901 | 1906 | 1911 | 1921 | 1926 | 1931 | 1936 | 1946 | 1954 |
| ---- | ---- | ---- | ---- | ---- | ---- | ---- | ---- | ---- |
| 103  | 102  | 105  | 85   | 77   | 85   | 69   | 77   | 73   |

| 1962 | 1968 | 1975 | 1982 | 1990 | 1999 | 2006 | 2007 | 2012 |
| ---- | ---- | ---- | ---- | ---- | ---- | ---- | ---- | ---- |
| 76   | 62   | 68   | 73   | 92   | 114  | 142  | 146  | 144  |

| 2017 | 2022 | - | - | - | - | - | - | - |
| ---- | ---- | - | - | - | - | - | - | - |
| 180  | 166  | - | - | - | - | - | - | - |

## Économie

### Revenus
En 2018, la commune compte 78 ménages fiscaux, regroupant 163 personnes. La médiane du revenu disponible par unité de consommation est de 19 720 € (20 330 € dans le département).

### Emploi
|                | 2008   | 2013   | 2018   |
| -------------- | ------ | ------ | ------ |
| Commune        | 15,7 % | 12,7 % | 14,4 % |
| Département    | 10,1 % | 11,9 % | 12 %   |
| France entière | 8,3 %  | 10 %   | 10 %   |

En 2018, la population âgée de 15 à 64 ans s'élève à 105 personnes, parmi lesquelles on compte 77,9 % d'actifs (63,4 % ayant un emploi et 14,4 % de chômeurs) et 22,1 % d'inactifs,. Depuis 2008, le taux de chômage communal (au sens du recensement) des 15-64 ans est supérieur à celui de la France et du département.
La commune fait partie de la couronne de l'aire d'attraction de Lodève, du fait qu'au moins 15 % des actifs travaillent dans le pôle,. Elle compte 25 emplois en 2018, contre 15 en 2013 et 20 en 2008. Le nombre d'actifs ayant un emploi résidant dans la commune est de 68, soit un indicateur de concentration d'emploi de 37,3 % et un taux d'activité parmi les 15 ans ou plus de 55,7 %.
Sur ces 68 actifs de 15 ans ou plus ayant un emploi, 22 travaillent dans la commune, soit 33 % des habitants. Pour se rendre au travail, 83,6 % des habitants utilisent un véhicule personnel ou de fonction à quatre roues, 1,5 % les transports en commun, 4,5 % s'y rendent en deux-roues, à vélo ou à pied et 10,4 % n'ont pas besoin de transport (travail au domicile).

### Activités hors agriculture
12 établissements sont implantés  à Olmet-et-Villecun au 31 décembre 2019.
Le secteur du commerce de gros et de détail, des transports, de l'hébergement et de la restauration est prépondérant sur la commune puisqu'il représente 41,7 % du nombre total d'établissements de la commune (5 sur les 12 entreprises implantées  à Olmet-et-Villecun), contre 28 % au niveau départemental.

### Agriculture
|               | 1988 | 2000 | 2010 | 2020 |
| ------------- | ---- | ---- | ---- | ---- |
| Exploitations | 16   | 18   | 10   | 5    |
| SAU (ha)      | 177  | 240  | 265  | 215  |

La commune est dans le « Soubergues », une petite région agricole occupant le nord-est du département de l'Hérault. En 2020, l'orientation technico-économique de l'agriculture  sur la commune est la polyculture et/ou le polyélevage. Cinq exploitations agricoles ayant leur siège dans la commune sont dénombrées lors du recensement agricole de 2020 (16 en 1988). La superficie agricole utilisée est de 215 ha,,.

## Culture locale et patrimoine

### Lieux et monuments
- Église Saint-Pierre-aux-Liens de Villecun.
- Église Saint-Pierre-ès-Liens d'Olmet.

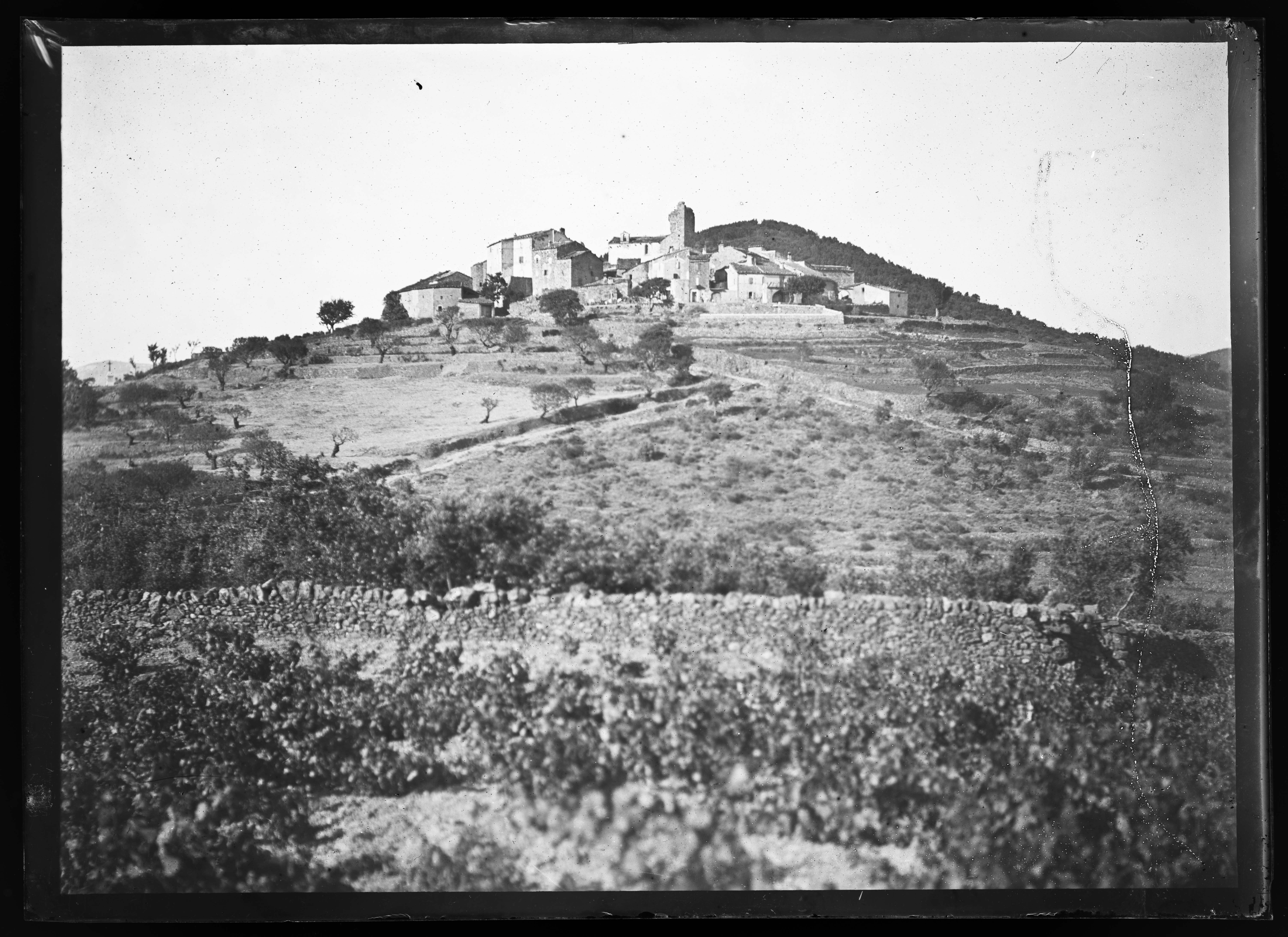
Vue générale du village d'Olmet : photographie [1890-1929].

### Personnalités liées à la commune
- Michel Chevalier (1806-1879), homme politique, décédé au château de Montplaisir.
- Pierre Leroy-Beaulieu (homme politique, 1871-1915) né au château de Montplaisir.
- Paul Dardé (1888-1963), sculpteur, né dans la commune.
- Alexandre Grothendieck (1928-2014), mathématicien, a séjourné dans la commune à partir de 1973, avant de se retirer à Lasserre en 1990.

### Héraldique
| Blason de Olmet-et-Villecun | Blason  | Parti au 1 de gueules à un mouton passant d'or, au 2 d'or à un cep au naturel. |
| Blason de Olmet-et-Villecun | Détails | Adoption en février 2017                                                       |

### Fonds d'archives
- Fonds : Archives communales d'Olmet-et-Villecun (1642-1792) [0,12 ml].  Cote : 188 EDT. Montpellier : Archives départementales de l'Hérault (présentation en ligne).